# 40684 Vanhoeck
40684 Vanhoeck este un asteroid din centura principală de asteroizi.

## Descriere
40684 Vanhoeck este un asteroid din centura principală de asteroizi. A fost descoperit pe 8 septembrie 1999 la Uccle de Thierry Pauwels. Asteroidul prezintă o orbită caracterizată de o semiaxă mare de 2,80 ua, o excentricitate de 0,03 și o înclinație de 3,2° în raport cu ecliptica.